# 173e méridien est
En géographie, le 173e méridien est est le méridien joignant les points de la surface de la Terre dont la longitude est égale à 173° est.

## Géographie

### Dimensions
Comme tous les autres méridiens, la longueur du 173e méridien correspond à une demi-circonférence terrestre, soit 20 003,932 km. Au niveau de l'équateur, il est distant du méridien de Greenwich de 19 258 km,.
Avec le 7e méridien ouest, il forme un grand cercle passant par les pôles géographiques terrestres.

### Régions traversées
En commençant par le pôle Nord et descendant vers le sud au pôle Sud, Le 173e méridien est passe par:
| Coordonnées           | Pays, territoire ou mer  | Notes |
| --------------------- | ------------------------ | --- |
| 90° 00′ N, 173° 00′ E | Océan Arctique           | |
| 73° 12′ N, 173° 00′ E | Mer de Sibérie orientale | |
| 69° 52′ N, 173° 00′ E | Russie                   | Tchoukotka Kraï du Kamtchatka — à partir de 62° 23′ N, 173° 00′ E                                                  |
| 61° 25′ N, 173° 00′ E | Mer de Bering            | |
| 52° 59′ N, 173° 00′ E | États-Unis               | Alaska — Île Attu                                                                                                  |
| 52° 47′ N, 173° 00′ E | Océan Pacifique          | |
| 3° 24′ N, 173° 00′ E  | Kiribati                 | Atoll Makin |
| 3° 23′ N, 173° 00′ E  | Océan Pacifique          | Passe juste à l'est de l'atoll Butaritari, Kiribati (à 3° 10′ N, 172° 58′ E)                                       |
| 1° 52′ N, 173° 00′ E  | Kiribati                 | Atolls Abaiang et Tarawa                                                                                           |
| 1° 19′ N, 173° 00′ E  | Océan Pacifique          | |
| 1° 01′ N, 173° 00′ E  | Kiribati                 | Atoll Maiana |
| 0° 50′ N, 173° 00′ E  | Océan Pacifique          | |
| 34° 23′ S, 173° 00′ E | Nouvelle-Zélande         | Île du Nord — Péninsule de Northland, passe près du point le plus septentrional de l'île, les Falaises de Surville |
| 34° 48′ S, 173° 00′ E | Océan Pacifique          | |
| 40° 48′ S, 173° 00′ E | Nouvelle-Zélande         | Île du Sud |
| 43° 04′ S, 173° 00′ E | Océan Pacifique          | Baie de Pegasus |
| 43° 39′ S, 173° 00′ E | Nouvelle-Zélande         | Île du Sud — Péninsule de Banks                                                                                    |
| 43° 53′ S, 173° 00′ E | Océan Pacifique          | |
| 60° 00′ S, 173° 00′ E | Océan Austral            | |
| 77° 30′ S, 173° 00′ E | Antarctique              | Dépendance de Ross, Liste des territoires revendiqués par la Nouvelle-Zélande                                      |